# Makoti (Dakota del Norte)
Makoti es una ciudad ubicada en el condado de Ward en el estado estadounidense de Dakota del Norte. En el censo de 2010 tenía una población de 154 habitantes y una densidad poblacional de 294,36 personas por km².

## Geografía
Makoti se encuentra ubicada en las coordenadas 47°57′38″N 101°48′16″O / 47.96056, -101.80444. Según la Oficina del Censo de los Estados Unidos, Makoti tiene una superficie total de 0.52 km², de la cual 0.52 km² corresponden a tierra firme y (0%) 0 km² es agua.

## Demografía
Según el censo de 2010, había 154 personas residiendo en Makoti. La densidad de población era de 294,36 hab./km². De los 154 habitantes, Makoti estaba compuesto por el 95.45% blancos, el 0% eran afroamericanos, el 0% eran amerindios, el 0% eran asiáticos, el 0% eran isleños del Pacífico, el 0.65% eran de otras razas y el 3.9% pertenecían a dos o más razas. Del total de la población el 1.3% eran hispanos o latinos de cualquier raza.